# Ridgeland (Mississipi)
Ridgeland és una població dels Estats Units a l'estat de Mississipi. Segons el cens del United States Census 2007 estimate tenia 20.173 habitants.

## Demografia
Segons el cens del 2000, Ridgeland tenia 20.173 habitants, 9.267 habitatges, i 5.022 famílies. La densitat de població era de 489,2 habitants per km².
Dels 9.267 habitatges en un 28,8% hi vivien nens de menys de 18 anys, en un 40,7% hi vivien parelles casades, en un 10,4% dones solteres, i en un 45,8% no eren unitats familiars. En el 38,6% dels habitatges hi vivien persones soles el 6,5% de les quals corresponia a persones de 65 anys o més que vivien soles. El nombre mitjà de persones vivint en cada habitatge era de 2,15 i el nombre mitjà de persones que vivien en cada família era de 2,9.
Per edats la població es repartia de la següent manera: un 23,4% tenia menys de 18 anys, un 10,2% entre 18 i 24, un 40,3% entre 25 i 44, un 17,8% de 45 a 60 i un 8,2% 65 anys o més.
L'edat mediana era de 32 anys. Per cada 100 dones de 18 o més anys hi havia 86,7 homes.
Entorn del 5,5% de les famílies i el 7,4% de la població estaven per davall del llindar de pobresa.

## Personatges il·lustres
- Faith Hill (1967 -) cantant

## Poblacions més properes
El següent diagrama mostra les poblacions més properes.